# Xysticus bakanas
Xysticus bakanas is een spinnensoort uit de familie van de krabspinnen (Thomisidae).
De wetenschappelijke naam van de soort werd in 1990 gepubliceerd door Joeri Michailovitsj Maroesik & Dmitri Viktorovich Logunov.